# Figyelő
Figyelő (português: observador) é uma revista de negócios húngara cristã-conservadora publicada todas as quintas-feiras pela editora húngara K4A Lapkiadó (propriedade de Mária Schmidt). Figyelő abrange uma ampla gama de assuntos, como política, negócios, economia, sociedade, tecnologia e, até certo ponto, cultura, sendo sua abordagem relacionada à economia ou aos negócios sempre que possível.

## História e perfil
Figyelő foi lançado em 1957. Começou e cobriu várias histórias infames da política húngara, notadamente o “caso Tocsik” em 1996, um escândalo de corrupção relacionado à então coalizão do governo socialista-liberal da Hungria. O caso foi revelado após um artigo de Figyelő, e mais tarde se transformou em um dos maiores escândalos da história da Hungria pós-⁣Guerra Fria. No final da década de 1990, a revista estava entre as publicações independentes e investigativas na Hungria. Durante este período o semanário era propriedade da empresa holandesa VNU. Alguns anos mais tarde, em 2003, Figyelő revelou um enorme escândalo bancário, em que estiveram envolvidos políticos e empresários de renome. Figyelő recebeu o Prêmio Pulitzer Memorial húngaro em 2006 e, recentemente, seus jornalistas receberam outros prêmios de prestígio, como o Prêmio de Jornalismo Qualitativo.
A editora de Figyelő é a Media City, e seu editor-chefe é Gábor Lambert. A equipe editorial sênior da revista inclui Melinda Kamasz (editora-chefe adjunta) e László Sas (⁣editora de texto). As seções de Figyelő são chefiadas por Gergely Brückner (finanças, investimentos), Ágnes Lilla Kovács (sociedade, estilo), István Váczi (empresas, mercados, gestão, pequenas empresas), György Dózsa (⁣macroeconomia⁣), Zoltán Baka F. (monitor), Gábor Halaska (⁣TI) e Péter Bucsky (ciência).
De acordo com a Associação Húngara de Auditoria de Circulação (Magyar Terjesztésellenőrzési Szövetség, MATESZ), Figyelő vendeu uma média de 10.086 exemplares no primeiro trimestre de 2012, o que confere ao semanário uma posição sólida no mercado de publicações semanais húngaras.
Figyelő tem uma versão online. Seu nome de marca também é usado para a publicação temática trimestral Figyelő Trend, que cobre alguns dos principais campos do mercado a cada ano. A publicação anual Figyelő Top 200 contém listas, detalhes e números relativos às 200 maiores empresas da economia húngara. A editora também organiza conferências profissionais sob o nome de Figyelő. Os prêmios Figyelő Top 200 são entregues nas noites de gala chamadas Figyelő Top 200 Gála, (organizadas em meados de outubro de cada ano), com a participação dos principais cães da economia húngara.

## Viktor Orban e o antissemitismo
Foi relatado que desde a aquisição pela K4A Lapkiadó em dezembro de 2016, a revista começou a se inclinar fortemente a favor das políticas de Viktor Orbán, por exemplo, em abril de 2018 publicou uma lista de 200 pessoas que se diziam 'mercenários' financiado por George Soros para derrubar o governo húngaro.
A capa de uma edição de dezembro de 2018 da Figyelő mostrava uma imagem do presidente da Federação das Comunidades Judaicas Húngaras, Andras Heisler, com dinheiro flutuando ao seu redor. A Federação criticou a imagem por perpetuar estereótipos anti-semitas sobre judeus e dinheiro. Apesar dos apelos do Comitê Judaico Americano, da Agência Judaica e do Congresso Judaico Mundial, o primeiro-ministro Orbán optou explicitamente por não condenar a capa.